# 熱帯 (劇団)
熱帯（ねったい）とは、黒川麻衣主宰の劇団。1992年、劇団「¡OJO!（オッホ）」として旗揚げ。

## 沿革
- 1992年、明治大学在学中の黒川麻衣により「¡OJO!」として旗揚げ。独特の世界観を持つ演劇を展開する。
- 1996年以降、新宿の劇場「THEATER/TOPS」を拠点とする。
- 2006年に「ナーバスな虫々」がフジテレビの「劇団演技者。」でドラマ化。
- 2008年4月に「¡OJO!」から今の劇団名に改名。

## メンバー
- 黒川麻衣（作・演出）
- 人見英伸
- 芳賀晶
- 上野雅史
- 奥村香里
- 後藤いくみ

### 旧メンバー
- 花田薫子
- 珠井江都子
- 菊地春美
- 佐藤志織

## 主な公演
※1996年から2008年の作品は特記のない限りすべてTHEATER/TOPSで上演されたものである。

### ¡OJO!
- 「88」（1996年 こまばアゴラ劇場）
- 「平均的」（1996年）
- 「陽性なのはどちらのほうか」（1997年）
- 「否否否」（1998年、2000年）
- 「LONG LIFE MILK」（1998年）
- 「ナーバスな虫々」（1999年、2007年）（フジテレビの「劇団演技者。」でドラマ化。）
- 「恋する三大欲求」（1999年 下北沢駅前劇場）
- 「興味がない」（1999年）
- 「Doctor Shopping」（2000年）
- 「イスオトコ ソバオンナ」（2001年）
- 「乱されたい」（2002年）
- 「聞いた通りに繰り返す」（2002年）
- 「GOLDEN FUNDAMENTAL」（2003年）
- 「LIFE&TECNOROGY」（2003年）
- 「今、逃げる」（2004年）
- 「タイポグラフィの異常な愛情」（2005年）
- 「学習しない女」（2005年）
- 「つづく」（2006年）
- 「欲々しい」（2007年）

### 熱帯
- 第1回公演「次の曲をかけるのは誰だ」（2008年4月 - 5月）
- 第2回公演「Backstage A Go Go!」（2008年10月）
- 第3回公演「ブルー プロパガンダ」（2009年2月 下北沢駅前劇場）
- 第4回公演「なぜ熱帯は、亜熱帯になったのか」（2009年9月 下北沢駅前劇場）
- 亜熱帯レーベル#1　「サブトロピカル ライフ」（2010年4月 シアター711）
- 亜熱帯レーベル#2　「サブトロピカル クリミナル」（2010年10月 シアター711）
- 第5回公演「ペタルとフーガル」（2011年7月 下北沢駅前劇場）